# Barranc de l'Escalella
El barranc de l'Escalella és un barranc afluent del Flamisell. Discorre íntegrament pel terme de Senterada, al Pallars Jussà.
Es forma als peus de la cinglera de llevant del cim del Codó, a 1.152 metres d'altitud.
Discorre sempre cap a llevant, lleugerament cap al sud, pel mig d'una vall tancada i alta, entre la Degollada, al nord, i la Taula d'Enserola, al sud. Sempre cap al sud-est, va marcant una vall entre muntanyes, de difícil accés, fins que travessa la carretera N-260 i de seguida s'aboca en el Flamisell en un lloc acongostat al nord del Congost d'Erinyà.